# Alain Gérard
Alain Gérard   (Tréméven, 2 de desembre de 1937 - Kemper, 26 de febrer de 2018) va ser un polític bretó. Administratiu de professió, treballà a la Mútua de Crèdit Marítim. A les eleccions legislatives franceses de 1978 fou elegit diputat per Finisterre pel Reagrupament per la República, i senador a les eleccions de 1986. Fou reescollit senador pel mateix partit a les eleccions de 1988, 1993 i 1997, i per la Unió pel Moviment Popular a les de 2002. El 2008 no es presentà a la reelecció.
És membre del Consell General de Finisterre. A les eleccions municipals franceses de 2001 vencé el candidat socialista i fou escollit alcalde de Quimper, però a les eleccions municipals de 2008 fou derrotat pel candidat socialista Bernard Poignant.